# べし
べしは、赤塚不二夫の作品に登場する架空のキャラクター。初出は『もーれつア太郎』。

## 性格・設定
蛙であるが、外見は大胆にデフォルメされている。鼻の下には髭のようなものが生えている。べしの登場以前から赤塚の作品には蛙のキャラクターが登場していたが、そちらはべしほどデフォルメされていない。
名前の由来は、黒澤明の『七人の侍』に登場する村の長老の台詞「やるべし」。口癖も「べし」。雄であるが一人称は殆どの場合「あたい」で、極初期には「せっしゃ」とも言っていた。よくコマの隅におり、『もーれつア太郎』のケムンパスや『天才バカボン』の夜の犬と同等のキャラクター。その場合は大抵夜で、「夜は寝るべし」と発言する。
仲間のケムンパスと同様に落ち着いた性格。ニャロメからは、捨て子のおもちゃとしてでんでん太鼓にされるなど酷い目にも遭っているが、「珍しい物が食べたい」という理由でべしを食べようとする男に追われた際には、ニャロメが守るなど大切にもされている。『もーれつア太郎』ではココロのボスの養子であるピーヨコに恋をするも、ピーヨコから振られる。
ケムンパスやニャロメと同様、他の赤塚漫画にも登場。特に『おそ松くん』アニメ第2作ではレギュラーとなっており、イヤミやチビ太が悪事の発覚によってしっぺ返しを受けた後、べしが彼らに教訓的な台詞を言うのが定番となっている。

## 関連人物

### 漫画家
- 赤塚不二夫 - 生みの親。

### 声優
担当順。
- 富田耕生 - 『もーれつア太郎』アニメ第1作[2]
- 神山卓三 - 同上、一部回のみ[3]
- 水鳥鉄夫 - 『おそ松くん』アニメ第2作[4]
- 塩屋浩三 - 『もーれつア太郎』アニメ第2作

### 歌手
- カメカメ合唱団 - イメージソング「この歌きくべし」を歌唱。